# Centese Calcio 1983-1984
Questa voce raccoglie le informazioni riguardanti la Centese Calcio nelle competizioni ufficiali della stagione 1983-1984.

## Rosa
| N. |                   | Ruolo | Calciatore          |
| -- | ----------------- | ----- | ------------------- |
|    | Italia (bandiera) | D     | Fabrizio Artioli    |
|    | Italia (bandiera) | A     | Mario Balboni       |
|    | Italia (bandiera) | C     | Michele Benfenati   |
|    | Italia (bandiera) | C     | Gianfranco Bramini  |
|    | Italia (bandiera) | D     | Andrea Carpaneda    |
|    | Italia (bandiera) | A     | Edoardo Cleto       |
|    | Italia (bandiera) | D     | Roberto Codeluppi   |
|    | Italia (bandiera) | C     | Giordano Ferioli    |
|    | Italia (bandiera) | D     | Emilio Franchini    |
|    | Italia (bandiera) | P     | Alessandro Frignani |

| N. |                   | Ruolo | Calciatore        |
| -- | ----------------- | ----- | ----------------- |
|    | Italia (bandiera) | C     | Corrado Ginesi    |
|    | Italia (bandiera) | A     | Roberto Melucci   |
|    | Italia (bandiera) | D     | Carlo Musiani     |
|    | Italia (bandiera) | C     | Luca Negri        |
|    | Italia (bandiera) | C     | Andrea Ramponi    |
|    | Italia (bandiera) | C     | Ruggero Ricci     |
|    | Italia (bandiera) | C     | Antonio Romano    |
|    | Italia (bandiera) | C     | Giovanni Tarabini |
|    | Italia (bandiera) | C     | Carlo Venè        |